# Chadurie
Chadurie är en kommun i departementet Charente i regionen Nouvelle-Aquitaine i västra Frankrike. Kommunen ligger  i kantonen Blanzac-Porcheresse som ligger i arrondissementet Angoulême. År 2022 hade Chadurie 509 invånare.

## Befolkningsutveckling
Antalet invånare i kommunen Chadurie
Referens:INSEE